# Herb gminy Wyszki
Herb gminy Wyszki – jeden z symboli gminy Wyszki, autorstwa Henryka Seroki, ustanowiony 27 czerwca 2017.

## Wygląd i symbolika
Herb przedstawia na tarczy w polu błękitnym na podkowie srebrnej krzyżyk kawalerski zaćwieczony na jej barku, na którym ślepowron srebrny z rozpostartymi skrzydłami. Herb odwołuje się do herbu rycerskiego Ślepowron, którym pieczętowała się rodzina Wyszkowskich, związana od XV-XVI w. miejscowością Wyszki będącą siedzibą gminy.

## Historia

Herb gminy Wyszki w latach 1990-2017

W latach 1990–2017 gmina posługiwała się herbem przedstawiającym w polu dwudzielnym w słup w polu pierwszym srebrnym połulilię zieloną, pole drugie szachowane srebro-czerwone.